# Saadet III Giray
Ğazı II Giray, född okänt år, död 1695, var Krimkhanatets khan 1691. 